# Жорж Гурвич
Жорж Гурвич (рус. Гео́ргий Дави́дович Гу́рвич, фр. Georges Gurvitch; 11. новембар 1894, Новоросијск – 12. децембар 1965, Париз) био је француски социолог и правник руског порекла. Као један од водећих социолога свог времена, био је специјалиста за социологију знања. 1944. основао је Интернационални социолошки часопис (француски: Cahiers internationaux de Sociologie). Био је професор социологије на Сорбони у Паризу. Као велики борац за деколонизацију Алжира, Гурвич и његова жена су били жртве терористичког напада ултра десничарске националистичке групе L'O.A.S 22. јуна 1962. Бомба је уништила њихов стан, након чега су они неко време били у кући сликара Марка Шагала.
Гурвич је био врло важна фигура у развоју правне социологије. Попут других правних социолога, он је инсистирао на томе да закон није само група правила или одлука које производе, тумаче и спроводе државне агенције као што су законодавна тела, судови и полиција. Групе и заједнице разних врста, било формално или неформално организоване, производе правила за себе и друге, који се прописно може сматрати законом са социолошког становишта. Гурвичов правни плурализам је, међутим, далеко ригорознији и радикалнији него код већине правних социолога и лоцира огроман број различитих врста закона у различитим друштвима - или друштвених интеракција - које је истакао у својим списима. Он је видео потребу да се нагласи значај социјалних закона и социјалних права, супротно од онога што је назвао индивидуалним законом. У његовом делу, Списак социјалних права, сачињеном крајем Другог светског рата он је покушао да наведе нацрт правног оквира социјалног права послератног света у коме је идеја о људским правима је недавно постала јака.
Социолог и идеолог иранске револуције из 1979 Али Шаријати је студирао под Гурвичем на универзитету у Сорбони.

## Радови
- Есеј из социологије (Essai de Sociologie), (1939)
- Правна социологија (Sociology of law), (1942)
- Списак социјалних права (The Bill of Social Rights), (1945)
- Садашњи позив социологије (La vocation actuelle de la sociologie), (1950)
- Концепт друштвених класа Маркса до данашњег дана (Le concept des classes sociales de Marx à nos jours), (1954)
- Спектар друштвених времена (The Spectrum of Social Time), (1958)
- Дијалектика и социологија (Dialectique et sociologie), (1962)
- Социјална оквири знања (The Social Frameworks of Knowledge), (1972)